# Ščit, Šmartno pri Litiji
Ščit je naselje v Občini Šmartno pri Litiji.